# 세계 펌프 페스티벌
세계 펌프 페스티벌(WPF, World Pump Festival)은 리듬 게임 펌프 잇 업을 가지고 열리는 세계 대회이다. 스피드 부문과 프리스타일 부문으로 나누어서 경기를 진행한다.

## 토너먼트 규정
토너먼트 부분은 스피드와 프리스타일 부문으로 나뉘어 있으며, 플레이어는 두 부문 중 한 부문에만 출전할 수 있다.

### 스피드 부문
스피드 부문의 플레이어는 가능한 한 높은 점수를 얻어야 한다. 여기서 높은 점수를 얻기 위해서는 콤보 점수를 많이 얻기 위하여 최대한 콤보를 유지하면서 게임 플레이 시 타이밍과 기술 부분에 초점을 맞추어야 한다.
스피드 부문 경기는 예선전에는 기계점수로 순위가 결정되며, 이후 8강전부터는 토너먼트 형식으로 경기를 치른다. 경기는 남성부와 여성부로 나뉘어 있으며, 각 성에 따라 치르는 경기의 레벨이 다르다. 각 경기별 플레이하는 채보 레벨은 다음과 같다.
|                      | 남성부       | 여성부     |
| -------------------- | ------------ | ---------- |
| 예선전               | 싱글 17~19   | 싱글 15~17 |
| 8강전                | 싱글 20~23   | 싱글 18~20 |
| 준결승전             | 더블 21~23   | 더블 18~20 |
| 결승전 (3판 2선승제) | 더블 24 이상 | 더블 21~23 |

### 프리스타일 부문
프리스타일 부문은 1인~2인으로 구성된 한 팀이 펌프 잇 업 기계 위에서 플레이하면서 공연을 하는 경기이다. 프리스타일 경기를 펼칠 때, 점수가 F가 나오면 자동 실격하기 때문에 움직임과 춤이 제한되지 않도록 낮은 레벨의 채보나 프리스타일 전용 채보를 선택하는 경향이 있다. 프리스타일 경기는 예선전과 결선(8강전)을 치르며, 이후에는 경기 진행이 유동적으로 바뀔 수 있다. 경기 채점 기준은 다음과 같다.
| 분류          | 점수 | 참조                                                                 |
| ------------- | ---- | -------------------------------------------------------------------- |
| 댄스&스킬     | 55   | 안무, 움직임, 협동력, 춤 등을 포함한 전반적인 댄스 스킬을 평가한다.  |
| 의상&분장     | 20   | 옷 및 분장.                                                          |
| 기계 점수     | 15   | 기계 등급 점수. 만일 기계점수가 F가 나올 경우에는 자동으로 실격된다. |
| 심사위원 평점 | 10   | 여러 잡다한 심사위원 가산점. 창의력, 군중 호응도 등이 반영된다.      |
| 총 합         | 100  | 총 점수                                                              |

## 역사

### 세계 펌프 페스티벌 2005
세계 펌프 페스티벌 2005(WPF 2005)는 처음 열린 WPF 경기로 2005년 11월 13일 대한민국 고양시 킨텍스에서 열렸다. 11개 국가 40명이 참여하였으며, 펌프 잇 업 익시드 2 기계로 경기를 진행하였다. 스피드 부문과 프리스타일 부문 2개 경기가 치러졌으며, 이와 별도로 시범종목으로 배틀모드 국가대항전이 같이 열렸다. [시범종목인경우 국내에서 지원팀이 1팀뿐이라 아쉬운 점이 있었다.]
경기 결과
| 우승 국가 : 멕시코 | 우승 국가 : 멕시코                | 우승 국가 : 멕시코     | 우승 국가 : 멕시코                                          |
| 순위               | 스피드                            | 배틀 스테이션          | 프리스타일                                                  |
| ------------------ | --------------------------------- | ---------------------- | ----------------------------------------------------------- |
| 1위                | 대한민국 이창                     | 멕시코 에릭 크레       | 멕시코 플로르 아멜리아 카렐라 빌라바조 오마르 하젤 살라자르 |
| 2위                | 멕시코 아르만도 자무디오 브레두코 | 아르헨티나 라울 지멘즈 | 브라질 루카스 로드리구스 소자 바로스                        |
| 3위                | 멕시코 미구엘 마르티네즈 루고     |                        | 대한민국 송예원 김효정 유리유키 팀                          |

### 세계 펌프 페스티벌 2006
세계 펌프 페스티벌 2006(WPF 2006)은 2006년 11월 19일 대한민국 서울 롯데월드에서 열린 대회이다. 배틀 스테이션 모드 대항전이 사라지고 여자 스피드 부문이 분리되어 새로 생겨났다. 세계 19개국 79명 선수가 참여하였으며, 펌프 잇 업 제로 기계로 경기하였다.
경기 결과
| 우승 국가 : 멕시코 | 우승 국가 : 멕시코                | 우승 국가 : 멕시코                     | 우승 국가 : 멕시코                                                    |
| 순위               | 스피드 남성부                     | 스피드 여성부                          | 프리스타일                                                            |
| ------------------ | --------------------------------- | -------------------------------------- | --------------------------------------------------------------------- |
| 1위                | 멕시코 아르만도 자무디오 베르두코 | 멕시코 로사리오 나옐리 가르시아 아라곤 | 대한민국 이세인 서경석                                                |
| 2위                | 멕시코 빅토르 라라 페레즈         | 아르헨티나 다니엘라 모하메드           | 브라질 바르리시오 라넬 벨로소 오르솔린 루카스 로드리구스              |
| 3위                | 대한민국 이창                     | 대한민국 김미희                        | 콜롬비아 디에고 페르난도 카스트로 바르가스 알렉산드라 산미구엘 로자스 |

### 세계 펌프 페스티벌 2007
세계 펌프 페스티벌 2007(WPF 2007)은 2007년 12월 21일 멕시코 멕시코시티에서 열린 펌프 대회이다. 이 대회는 클럽을 만들고 지역별로 클럽이 최소 10개 이상 있는 곳에서만 참여가 가능하였으며, 참여 선수는 반드시 한 클럽에 가입되어 있어야만 했다. 17개국 선수들이 참여하였으며 펌프 잇 업 NX 기계로 대회를 진행하였다.
경기 결과
| 우승 국가 : 대한민국 | 우승 국가 : 대한민국                    | 우승 국가 : 대한민국                           | 우승 국가 : 대한민국     |
| 순위                 | 스피드 남성부                           | 스피드 여성부                                  | 프리스타일               |
| -------------------- | --------------------------------------- | ---------------------------------------------- | ------------------------ |
| 1위                  | 칠레 알레잔드로 다니엘 리오스 오르티즈  | 대만 심수화(沈秀華) (Amy)                      | 대한민국 김대천 김기석   |
| 2위                  | 카를로스 엔리퀴에 모나르 오르메노(Kike) | 멕시코 로사리오 나옐리 가르시아 아라곤(Nayeli) | 대한민국 서경석 이세인   |
| 3위                  | 미국 클럽 드레드 (JBOY)                 | 칠레 셀리아 에스쿠데로 카스틸로                | 에콰도르 로스 그라로토스 |

### 세계 펌프 페스티벌 2011
세계 펌프 페스티벌 2011(WPF 2011)은 2011년 8월 25일 중국 광저우에서 열린 대회이다. 2011년 대회서부터는 남자 스피드를 포함한 모든 경기에서 유봉 경기를 할 수 있게 되었다. 15개국의 선수들이 참여하였으며 펌프 잇 업 피에스타 EX 기계로 진행하였다.
경기 결과
| 우승 국가 : 대한민국 | 우승 국가 : 대한민국                   | 우승 국가 : 대한민국     | 우승 국가 : 대한민국                                                                      |
| 순위                 | 스피드 남자                            | 스피드 여자              | 프리스타일                                                                                |
| -------------------- | -------------------------------------- | ------------------------ | ----------------------------------------------------------------------------------------- |
| 1위                  | 대한민국 류수석 (RSS)                  | 페루 리제트 산체즈       | 대한민국 김대천 김기석                                                                    |
| 2위                  | 칠레 알레잔드로 다니에 리오스 오르티즈 | 에콰도르 라파엘라 칼데론 | 브라질 파브리시오 란젤 벨로소 오로솔린 (Faber) 루카스 로드리구에스 데 소자 바로스 (Legal) |
| 3위                  | 중국 취위                              | 멕시코 프리스칠라 산체즈 | 에콰도르 알베르토 질 쥐티에레츠 지아 알렉산드라 질 쥐티에레츠                             |

### 세계 펌프 페스티벌 2016
세계 펌프 페스티벌 2016(WPF 2016)은 2016년 7월 24일 인도네시아 발리 섬 남쪽의 쿠타 도시에서 열린 대회이다. 10개 국가의 선수들이 참여하였으며, 펌프 잇 업 프라임 기계로 진행하였다. (아쉽게도 한국은 KPF2016년 프리스타일 부분 참가자3팀이어서 세계대회인 WPF에 국가대표시드권이 없었다.)
경기 결과
| 우승 국가 : 멕시코 | 우승 국가 : 멕시코                           | 우승 국가 : 멕시코                             | 우승 국가 : 멕시코                                           | 우승 국가 : 멕시코 |
| 순위               | 스피드 남성부                                | 스피드 여성부                                  | 프리스타일                                                   | 비고               |
| ------------------ | -------------------------------------------- | ---------------------------------------------- | ------------------------------------------------------------ | ------------------ |
| 1위                | 멕시코 루이스 안젤 레미지오 자르시아 (Angel) | 페루 리제트 카로리나 산체즈 블라즈 (LIZZZZZY)  | 일본 타카모토 쿄코 (RIRI) 타카모토 신고 (PANDA) Panda-san 팀 | TBA                |
| 2위                | 볼리비아 산토스 콜퀴 구아라치 (Anitamor)     | 멕시코 수랴 살가도 카말라나 (Sury)             | 인도네시아 제그하 브라세사 부드히 무함마드 하피츠 알피크리   | TBA                |
| 3위                | 대한민국 윤상연 (FEFEMZ)                     | 볼리비아 도라 라비니아 로자스 람파라 (ldanger) | 인도네시아 누그라하 아리아토 푸트라                          | TBA                |

## 논란
- 2005년 WPF 당시 남궁진 전 문화관광부 장관이 조직위원장을 맡았는데, 바다이야기 사태 당시 로비 창구 역할을 했다는 의혹을 받았던 김용환 안다미로 사장과 연관이 있어 특혜로 위원장을 맡은 것이 아니냐는 의혹이 불거졌다.[11][12]

## 같이 보기
- 스트리트댄스
- 운동 게임